# ارنستو استرادا

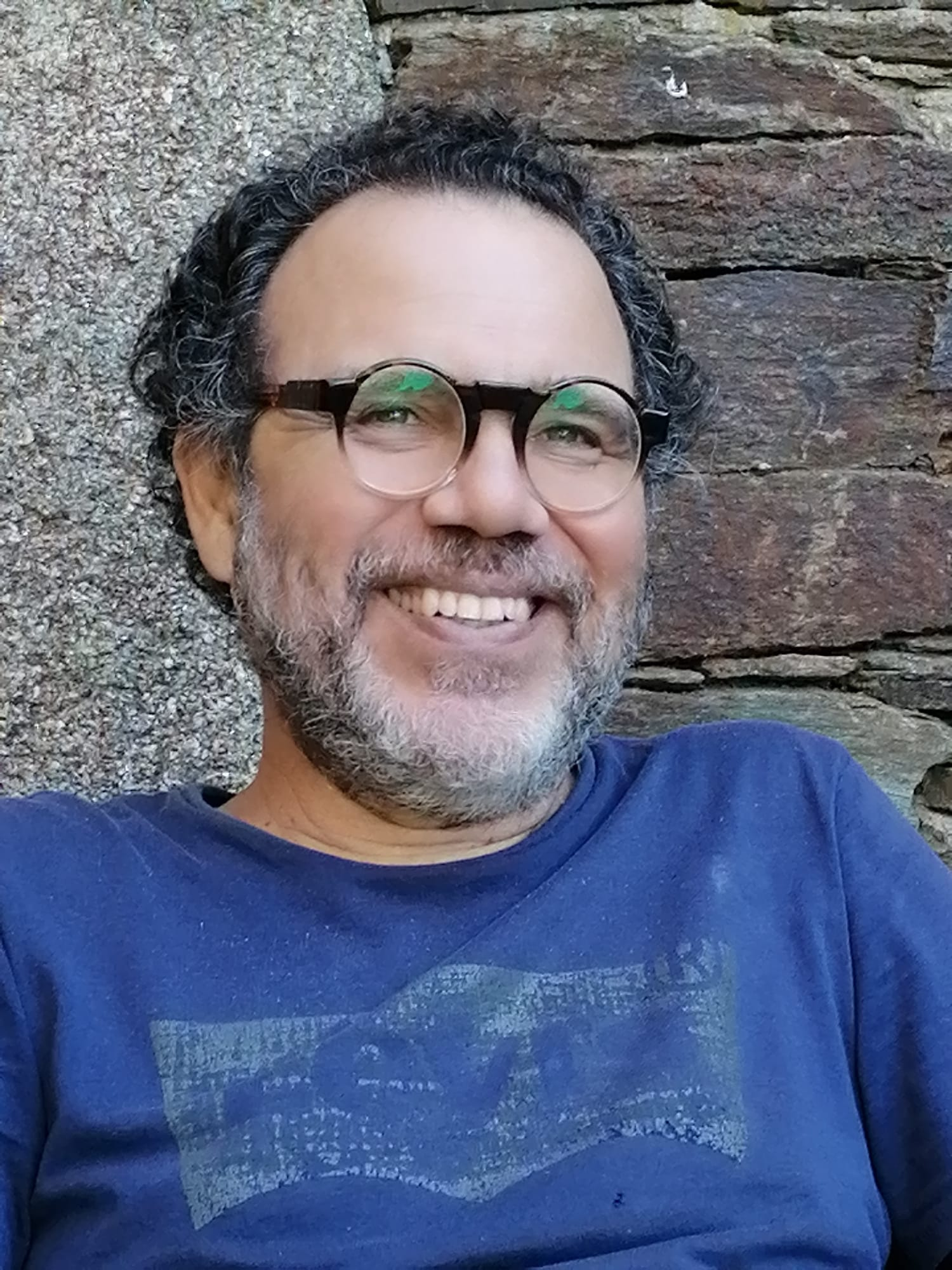
ارنستو استرادا - ۲۰۲۰

ارنستو استرادا (زاده ۲ مه ۱۹۶۶) دانشمند اسپانیایی کوبایی است. وی دارای کرسی سامانه‌های سازگار پیچیده، استاد کامل در گروه ریاضیات و آمار و عضو انستیتوی سیستم‌های پیچیده دانشگاه استرچلیود، گلاسکو، انگلستان است. وی با مشارکت‌های خود در رشته‌های مختلف از جمله شیمی و ریاضیات و فیزیک سیستم‌های پیچیده شناخته شده‌است.

## زندگی
استرادا در شهر سانکتی اسپیریتوس در منطقه مرکزی کوبا متولد شد. از ۱۱ سالگی در مدرسه ای تحصیل کرد که در علوم دقیق تخصص داشت. وی بعداً به عنوان یک شیمیدان تجزیه در مؤسسه فناوری در هاوانا برای یک درجه فنی تحصیل کرد. وی در سن ۲۸ سالگی اولین مقاله علمی خود را در یک کنگره بین‌المللی به همراه مربی خود خوزه اف فرناندز-برترن ارائه کرد. مقاله او در مورد تشخیص آنیونهای پلیاتومیک در ماتریس‌های NaCl با استفاده از طیف‌سنجی مادون قرمز بود. بین سالهای ۱۹۸۵ و ۱۹۹۰، وی علوم شیمیایی را در دانشگاه مرکزی لاس ویلاها در سانتا کلارا، کوبا تحصیل کرد.

## حرفه
در سالهای اول پس از فارغ‌التحصیلی، استرادا در مورد سنتز و خصوصیات طیف‌سنجی مولکولهای آلی جدید با فعالیت بیولوژیکی تحقیق کرد. این تحقیق وی را به دلیل نیاز به استفاده از روشهای کارآمد برای طراحی مولکولهای فعال بیولوژیکی، وی را به دنیای شیمی محاسباتی آشنا کرده‌است. وی در سال ۱۹۹۷ دکترای شیمی خود را به سرپرستی دریافت کرد. لوئیس A. مونترو کابرا در موضوع «تئوری نمودار اعمال شده برای طراحی مولکولی» دریافت کرد

## تحقیق و دستاوردها
در سال ۲۰۱۹ او به عنوان یک عضو SIAM «به دلیل کمکهای چشمگیر در شیمی ریاضی و علوم شبکه» شناخته شد.